# کورتیستاتین (نوروپپتید)
پرکورتیستاتین(به انگلیسی: precortistatin) یک پروتئین است که در انسان‌ها توسط ژن CORT کدنویسی می‌شود. 
پریکورتیستاتین انسانی که ۱۰۵ آمینواسید دارد به کورتیستاتین-۱۷ و کورتیستاتین -۲۹ شکسته می‌شود. کورتیستاتین-۱۷ تنها پپتید فعال به دست آمده از این پیش ساز است.
کورتیستاتین (به انگلیسی: cortistatin) (یا به طور دقیق تر کورتیستاتین-۱۷) یک نوروپپتید است که در نورون‌های مهاری کورتکس مغزی بیان می‌شود، و شباهت ساختاری قوی ای با سوماتواستاتین دارد. این ماده برخلاف سومانواستاتین، در زمان اتصال به مغز، خواب موج-آهسته را تقویت می‌کند. این ماده به جایگاه‌هایی در قشر،هیپوکامپ و آمیگدال متصل می‌شود.

## عملکرد
کورتیستاتین یک نوروپپتید با شباهت ساختاری قوی با سوماتواستاتین است (هر دو پپتید به یک خانواده تعلق دارند). این ماده به تمامی گیرنده‌های شناخته شدهٔ سوماتوستاتین متصل می‌شود، و خواص فارماکولوژیکال و عملکردی مشابه زیادی با سوماستاتین دارد، از جمله القاء خواب آهسته-موج، ظاهراً از طریق آنتاگونیسم اثرات تحریکی استیل کولین بر روی غشای مغزی، کاهش فعالیت حرکتی، و فعالی سازی جریان‌های انتخابی کاتیون که نسبت به سوماتواستاتین بی پاسخ اند.